# Off Track
Pour plus de détails, voir Fiche technique et Distribution.
Off Track (馬路英雄, Ma lo ying hung) est un film d'action hongkongais réalisé par Cha Chuen-yee et sorti en 1991 à Hong Kong. Il raconte le duel entre deux pilotes automobiles clandestins et membres des triades (Jacky Cheung et Max Mok) et de leur lutte pour sortir du monde criminel.
Il totalise 5 038 551 HK$ de recettes à Hong Kong. Sa suite, Highway Man, sort en 1995 mais n'a pas de continuité scénaristique.

## Synopsis
Lui (Jacky Cheung), un pilote de rue et membre des triades, dirige son propre garage tout en faisant de la contrebande de cocaïne pour son patron, Frère Bing (Lung Fong). En raison de son style de vie, il néglige sa petite amie Katy (Ellen Chan) et épanche ses frustrations sur elle. Un policier surnommé Mauvaise haleine (Billy Ching) informe Lui qu'un rival nommé Chang-pau propose une mise de 40 000 HK$ pour qu'il participe à une course automobile sur Princess Margaret Road (en) contre un de ses coureurs appelé Joe (Max Mok), qui possède également un garage automobile. Lui emprunte 20 000 $ HK à Mauvaise haleine. Le soir du duel, Lui et Joe se raillent avant de se lancer et Lui mène jusqu'à la fin lorsque Joe remonte à sa hauteur. Le vainqueur est finalement indéterminé et un bagarre entre les hommes de Lui et de Chang-pau éclate jusqu'à ce que la police arrive et arrête Joe, Lui et sa sœur cadette Ann (Loletta Lee) qui ne parviennent pas fuir la scène. Au poste de police, le père de Lui (Wu Ma), un officier chevronné, sermonne Lui pour ses activités illégales et pour y avoir impliqué sa sœur. Lui lui rappelle cependant son hypocrisie et la période où il était un policier corrompu avant la création de la Commission indépendante contre la corruption et le blâme pour avoir fait de lui un criminel.
Après sa libération, son homme de main (Karel Wong) lui révèle que Mauvaise haleine les a attaqués et a saccagé le garage en réclamant le remboursement de la dette de Lui, tandis que ses hommes de main ont également attaqué Ann mais qui a été sauvée par Joe. Lui riposte en faisant exploser la voiture de Mauvaise haleine et se bat contre ses hommes avant l'arrivée de la police.
Le lendemain, Frère Bing ordonne à Lui de faire la paix  avec Mauvaise haleine et de rembourser la voiture explosée mais Lui devra lui remettre Joe pour avoir frappé ses hommes. Lui hésite à faire cela car Joe a fait ça pour sauver sa sœur. Bull et ses hommes de main capturent alors Joe qui est frappé par Mauvaise haleine et son gang avant qu'Ann et Katy n'arrivent et le ramènent à la maison où Ann le soigne après le départ de Katy. Ann part finalement après l'avoir sermonné pour avoir eu peur de son frère. Joe la rattrape et ils font plus tard l'amour. Le lendemain matin, Katy arrive et prévient Ann que son frère pourrait découvrir sa relation avec Joe. Juste au moment où Katy repart, Lui arrive avec Bull et un autre homme de main, Fat Dog. Il gifle Katy lorsqu'elle se met sur son chemin et pénètre dans l'appartement de Joe pour l'attaquer avant l'arrivée de sa bande et de la police. Lui part après que Joe ait refusé de porter plainte et Ann est contrariée par les actions de son frère. Cependant, lorsque son père le réprimande, elle reproche également à son père de trop souvent crier sur son frère et de devenir ce qu'il avait connu.
Pendant ce temps, Chang-pau retrouve Lui dans un restaurant pour régler leurs différends, mais la discussion dégénère avant que Joe n'arrive et propose une autre course contre Lui. Ce-dernier accepte de l'affronter pour un prix de 500 000 HK$ et l'avertit de ne pas toucher sa sœur. Le père de Lui arrive alors et le supplie de quitter sa vie criminelle car cela rend malheureuses sa petite amie et sa sœur et son casier judiciaire est très handicapant.
Le lendemain, alors que Lui exécute une vente de drogue pour Frère Bing, son père le remarque et le poursuit en voiture avant de mourir dans une collision. Il dit à son fils avant de mourir que quand il grandira, il comprendra ses erreurs. Après avoir retrouvé sa sœur et sa petite amie aux funérailles de son père, Lui dit à Frère Bing qu'il veut quitter les triades, mais Bing l'en dissuade. Joe rencontre également Ann et lui exprime son amour, mais elle répond qu'elle craint que son frère ne le tue. Joe l'embrasse alors et lui dit qu'il arrêtera de faire des courses automobiles pour de bon après son duel avec Lui.
Plus tard, Ann dit à son frère que Katy part bientôt pour le Canada et que Lui va la rejoindre. En chemin, il est mis au défi par un couple de jeunes de les affronter dans une course où ils ont un accident. Lui amène ensuite Katy pour discuter avec Frère Bing de sa volonté de quitter les triades pour de bon. Lui et Katy se réconcilient finalement mais Lui insiste pour affronter Joe dans une ultime course afin de mettre fin à tous les conflits. Lui informe également Bull et Fat Dog de sa décision de quitter le crime et qu'ils auront l'argent de la mise en cas de victoire. Lui et Joe s'affrontent ensuite, suivis des hommes de Lui et de Joe en voiture. Vers la fin de la course, Bull fonce dans la voiture de Joe qui heurte à son tour la voiture de Lui qui tombe dans la mer.
Joe, effrayé par le fait d'avoir peut-être tué Lui, raconte à Ann ce qui s'est passé et elle se fâche contre lui mais le supplie de ne pas se rendre. Katy arrive chez Ann et Joe s'échappe par la fenêtre. Bull arrive ensuite et téléphone pour donner l'ordre de tuer Joe. Katy débarque ensuite au garage de Joe pour l'avertir mais son collègue ne lui fait pas confiance et la maltraite jusqu'à ce que Joe arrive pour l'arrêter. Katy retourne ensuite chez Ann où se trouve Bull, découvre le projet de tuer Joe et est furieuse. À ce moment, Joe arrive et Bull le poursuit avec une arme dans le parking, mais Joe parvient à lui prendre son arme et se bat avec lui. Pendant ce moment critique, Lui, qui a en fait survécu à l'accident, arrive pour arrêter Bull, mais il est trop tard car ce-dernier tire au même moment sur Joe, qui meurt dans les bras d'Ann. Ensuite, Bull admet sa cupidité pour les 500 000 HK$ et qu'il est la cause de tout cela. Il essaie de réparer ses erreurs et attire les policiers avec une fusillade, mais Lui l'extrait du parking en le faisant monter dans sa voiture alors que la police leur tire dessus et ils finissent en tonneau.

## Fiche technique
- Titre original : 馬路英雄
- Titre international : Off Track
- Réalisation : Cha Chuen-yee
- Scénario : Rico Chung
- Musique : Lowell Lo
- Photographie : Ma Koon-wa
- Montage : Cheung Kwok-kuen
- Production : Willie Chan et Benny Chan
- Société de production : Wing Chuen Film Production
- Société de distribution : Newport Entertainment
- Pays d'origine :  Hong Kong
- Langue : cantonais
- Genre : action et film de gangsters
- Durée : 90 minutes
- Date de sortie :
  -  Hong Kong : 19 janvier 1991

## Distribution
- Jacky Cheung : Lui
- Max Mok : Joe
- Loletta Lee : Ann
- Ellen Chan : Katy
- Karel Wong : Bull
- Wu Ma : le père de Lui
- Lung Fong : Frère Bing
- Ma Kei
- Billy Ching
- James Ha
- Leung Sap-yat
- Hung Chi-ming
- Scott Kam
- Lam Chi-wa
- Ng Kwok-kin : Oncle Fei
- Chiu Jun-chiu : un policier